# Eduard Zeller

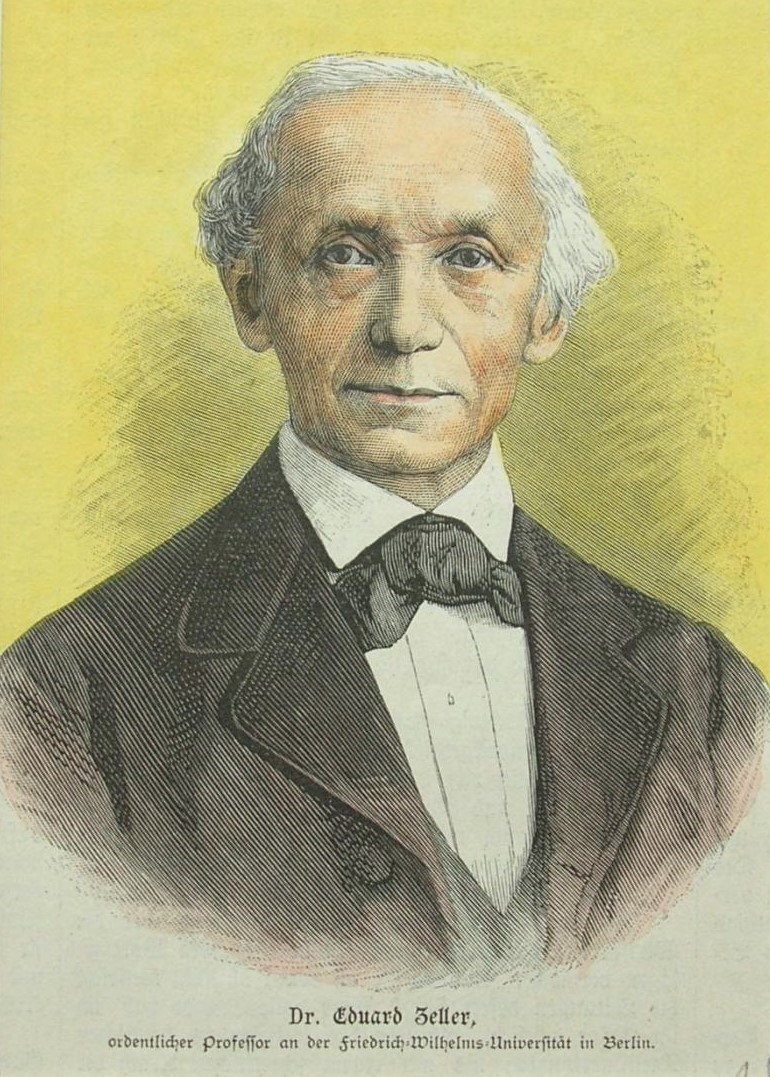
Eduard Zeller (1883)

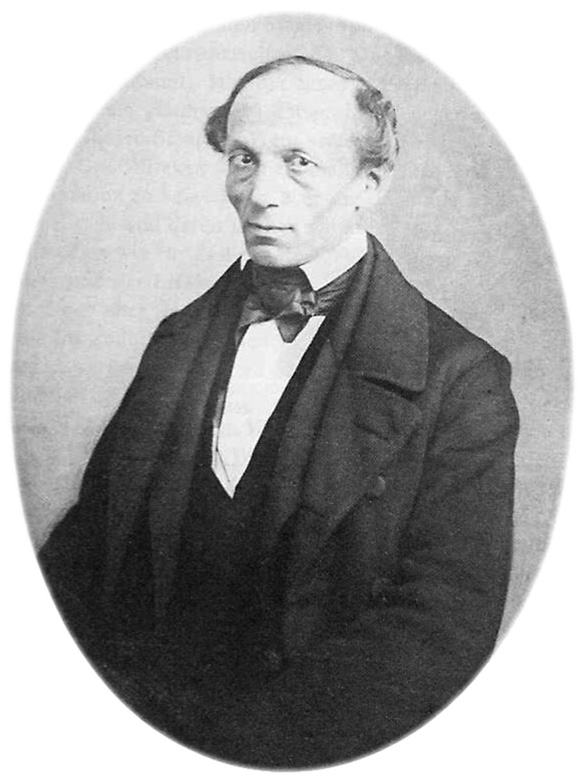
Eduard Zeller

Eduard Gottlob Zeller (* 22. Januar 1814 in Kleinbottwar; † 19. März 1908 in Stuttgart) war ein deutscher Theologe und Philosoph.

## Leben
Der Sohn eines Verwaltungsbeamten besuchte ab 1827 vier Jahre lang das evangelische Seminar (Gymnasium) in Maulbronn. Ab 1831 studierte er in Tübingen Theologie und Philosophie und lebte im Tübinger Stift. Dort trat er 1831 der Burschenschaft „Patrioten Tübingen“ bei. Hier lernte er David Friedrich Strauß und Friedrich Theodor Vischer näher kennen. Mit einer Arbeit über Platons Schrift Nomoi wurde er 1836 promoviert. Die Habilitation erreichte er 1840. Als ein Vertreter der Tübinger Schule wandte er die Methoden der historisch-kritischen Altertumswissenschaften an.
Zusammen mit seinem Lehrer Ferdinand Christian Baur gab er seit 1847 das Organ der Jüngeren Tübinger Schule, die „Theologischen Jahrbücher“ heraus, die aber schon seit 1842 bestanden. Die „Jahrbücher der Gegenwart“ begründete Zeller 1843. An der Universität Bern lehrte er als außerordentlicher Professor seit 1847 Theologie, hierbei kam es zum sogenannten Zellerhandel. 1849 wechselte er an die Philipps-Universität Marburg zu wechseln. 1847 heiratete Zeller Emilie Baur, eine Tochter Ferdinand Christian Baurs.
In Marburg erfolgte der Ruf an den theologischen Lehrstuhl, den er jedoch wegen Einwänden gegenüber seiner liberalen Theologie und der historisch-kritischen Forschungsansätze nicht besetzen konnte. Auf Erlass der Regierung musste er an die philosophische Fakultät wechseln. Während seiner Zeit als Professor in Marburg begründete er gemeinsam mit Heinrich von Sybel eine wohltätige Einrichtung, die den Armen der Stadt Nahrung und anderes Nötige zukommen ließ. In Heidelberg lehrte er von 1862 bis 1872 als außerordentlicher Professor Philosophie. Mit dem Thema seiner Antrittsrede, „Über Bedeutung und Aufgabe der Erkenntnistheorie“ führte er den Begriff Erkenntnistheorie endgültig in die deutsche Literatur ein. Von 1871 bis 1872 war Zeller als Vertreter der Ruprecht-Karls-Universität Heidelberg Mitglied in der Ersten Kammer der Badischen Ständeversammlung. In Berlin lehrte er an der Friedrich-Wilhelms-Universität von 1872 bis 1894 Philosophie, wobei er seine Antrittsrede zum Thema „Über die gegenwärtige Stellung und Aufgabe der deutschen Philosophie“ hielt.

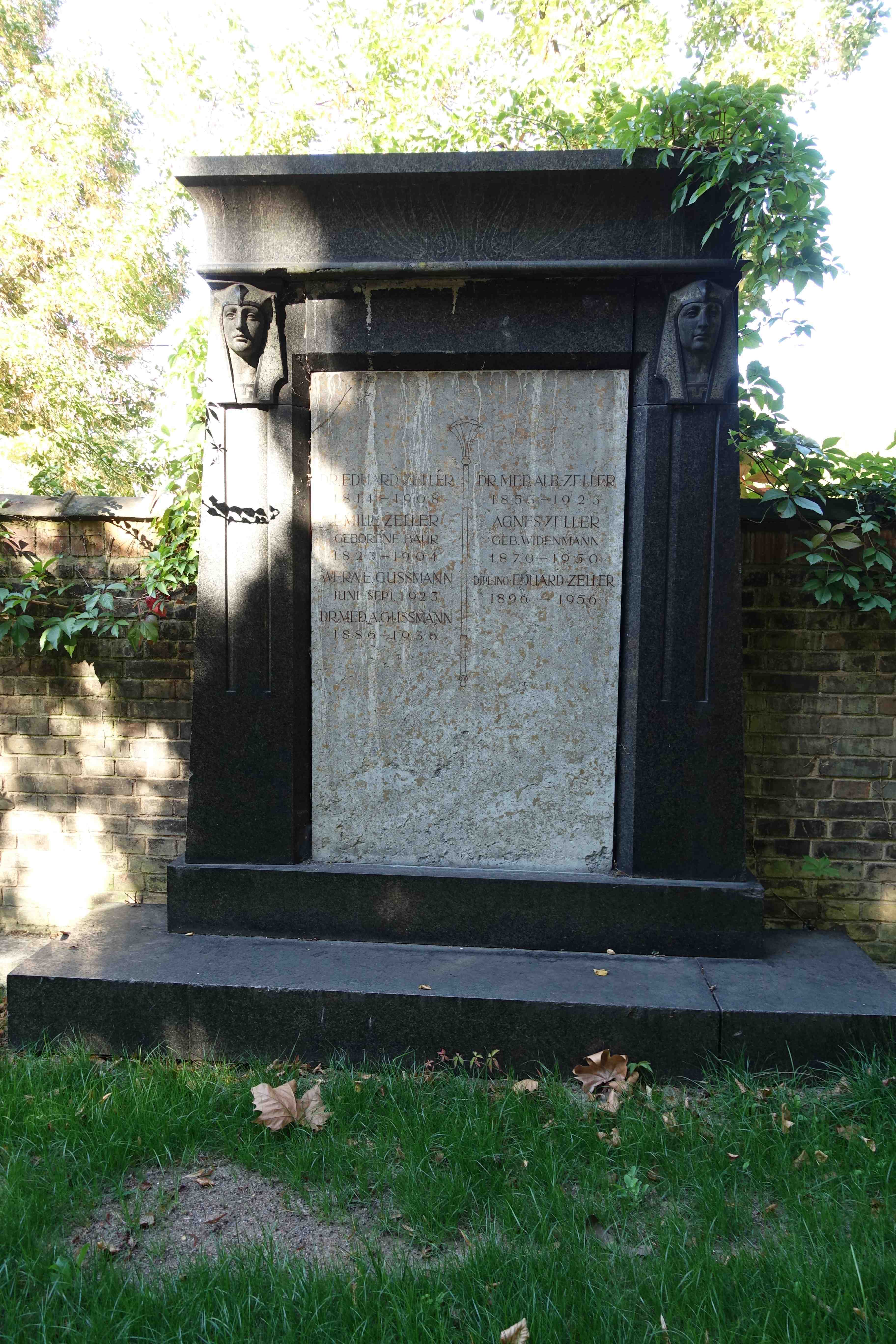
Grab von Eduard Zeller auf dem Pragfriedhof Stuttgart, Abteilung 15.

1864 wurde er in die Preußische, 1873 in die Bayerische und 1890 in die Österreichische Akademie der Wissenschaften aufgenommen. 1877 wurde ihm der Orden Pour le Mérite verliehen. Nach Eintritt in den Ruhestand zog er 1895 zu seinem einzigen noch lebenden Sohn nach Stuttgart, wo er 1908 starb. Teilnachlässe (1–3) Zellers befinden sich in verschiedenen Archiven bzw. Universitätsbibliotheken. Zu seinen Nachkommen gehört der 1919 bei Tübingen geborene Germanist und Archivar Bernhard Zeller.

## Forschung
Zeller war ein bedeutender Vertreter der historisch-kritischen Methode. In der Theologie behandelte er Fragen des Urchristentums. In der Philosophie orientierte er sich erst an Hegel, später an Immanuel Kant. Er ist einer der ersten Vertreter des Neukantianismus und des Neukritizismus. Zudem ist er einer der bedeutendsten Philosophiehistoriker der antiken griechischen Philosophie. Sein mehrbändiges Werk Die Philosophie der Griechen in ihrer geschichtlichen Entwicklung weist bis heute zahlreiche Auflagen und Nachdrucke auf und wurde in verschiedene Sprachen übersetzt. In der systematischen Philosophie umriss er 1862 in seiner Schrift Über Bedeutung und Aufgabe der Erkenntnistheorie als erster die genauen Gegenstände und das Konzept einer Erkenntnistheorie.
Mit seinem Schüler Ludwig Stein begründete er 1888 das Archiv für die Geschichte der Philosophie mit. Sein erster Beitrag zu dieser Reihe trug den Titel Die Geschichte der Philosophie, ihre Ziele und Wege. 

## Werke
- Platonische Studien. C. F. Osiander, Tübingen 1839 (Digitalisat).
- Die Philosophie der Griechen. Eine Untersuchung über Charakter, Gang und Hauptmomente ihrer Entwicklung. Ludwig Friedrich Fues, Tübingen 1844–1852 (Digitalisat: Band 3,1).
- Geschichte der christlichen Kirche. Uebersichtlich dargestellt. Franckh, Stuttgart 1848.
- Die Philosophie der Griechen in ihrer geschichtlichen Entwicklung (2. Auflage von Die Philosophie der Griechen, 1844–1852). Ludwig Friedrich Fues, Tübingen 1856–1868 (seitdem mehrere Neuauflagen).
  - Französische Übersetzung: La philosophie des Grecs considérée dans son développement historique. Hachette, Paris 1877–1884 (Digitalisat von Band 2).
  - Italienische Übersetzung: La filosofia dei greci nel suo sviluppo storico. Edizione italiana a cura di Rodolfo Mondolfo. La Nuova Italia, Firenze 1932.
  - Englische Übersetzung: A History of Greek Philosophy. London 1881 (Digitalisate: Band 1, Band 2). Auch in mehreren Einzelausgaben bei Longmans, Green and Co. in London erschienen: Socrates and the Socratic schools (2. Auflage 1877, Digitalisat); Plato and the Older Academy (Übersetzung der 3. deutschen Auflage 1876 und erneut 1888, Digitalisat); Aristotle and the earlier Peripatetics (1897, Digitalisate: Band 1, Band 2); The Stoics, Epicureans and Sceptics (1880; Digitalisat); A history of eclecticism in Greek philosophy (1883; Digitalisat).
- Die Apostelgeschichte nach ihrem Inhalt und Umfang kritisch untersucht. Carl Mäcken, Stuttgart 1854 (Digitalisat).
  - Englische Übersetzung: The contents and origin of the Acts of the Apostles. London 1875–1876 (Digitalisate: Band 1, Band 2).
- Über Bedeutung und Aufgabe der Erkenntniss-Theorie. Ein akademischer Vortrag. Groos, Heidelberg 1862 (Digitalisat und Volltext im Deutschen Textarchiv).
- Vorträge und Abhandlungen. 3 Bände, R. Reisland, Leipzig 1865–1884 (Digitalisat von Band 3).
- Religion und Philosophie bei den Römern. 1866.
- Staat und Kirche. Vorlesungen an der Universität zu Berlin gehalten. 1873.
- Geschichte der deutschen Philosophie seit Leibniz (= Geschichte der Wissenschaften in Deutschland. Band 13). R. Oldenbourg, München 1873 (Digitalisat).
- Grundriss der Geschichte der griechischen Philosophie. 1883.
  - Englische Übersetzung: Outlines of the History of Greek Philosophy. Longmans, Green and Co., London 1886 (Digitalisat).
- Über die Gründe unseres Glaubens an die Realität der Außenwelt. 1884.
- Friedrich der Große als Philosoph. Weidmann, Berlin 1886.